# Discovery Asia
Discovery Asia，前身高清探索頻道（Discovery HD）是探索傳播（Discovery Communications，现华纳兄弟探索公司）所創立的高清電視頻道。Discovery HD 於2005年12月創立，專門播放電視紀錄片，是第二個探索傳播的同類頻道。